# ネオペンチルアルコール
ネオペンチルアルコール (Neopentyl alcohol) は分子式 C5H12O または (H3C-)3C-CH2OH を持つ化合物である。ネオペンタン C(CH3)4 に由来するアルコールである。
他のペンチルアルコールとは異なり樹脂状の結晶性固体であるが、他のアルコール同様引火性・刺激性が強いため取り扱いには注意が必要である。
臭素と化合させたトリブロモネオペンチルアルコールは、合成樹脂の難燃材の原料として用いられている。